# 白色脂肪組織

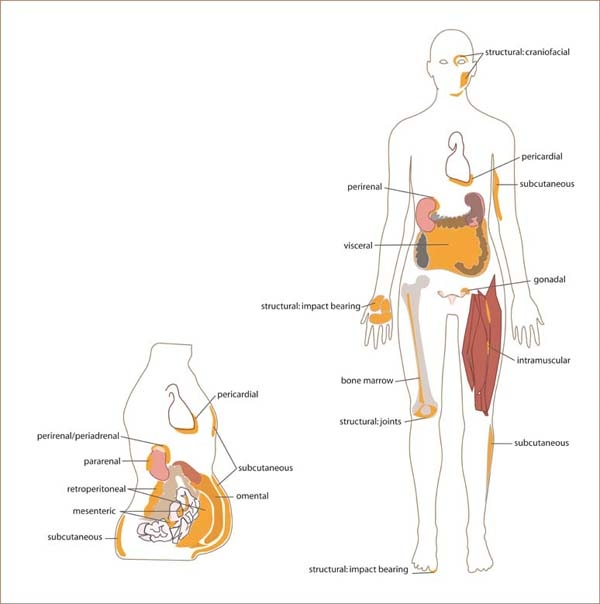
白色脂肪組織在人体内分布示意图

白色脂肪組織（英语：White adipose tissue，缩写为WAT），或称黄色脂肪组织、白色脂肪等，乃我们常指之脂肪组织，在部分哺乳类动物中呈白色，主要位于皮下、网膜、系膜等部位。该组织为哺乳类动物体内的两种脂肪组织之一(另一种为棕色脂肪组织)。
在健康且不超重的男性体内，白色脂肪組織占20%的体重；而在健康且不超重的女性体内，白色脂肪組織占25%的体重。白色脂肪組織主要由单房脂肪细胞（或称单泡脂肪细胞）构成，该细胞因其单个构成细胞内有一个大脂滴得名，这一大脂滴使得其细胞核位于细胞的边缘。这些细胞具有胰岛素、性类固醇、去甲肾上腺素、糖皮质激素等的受体。
白色脂肪組織被用来存储能量。胰腺分泌胰岛素后，白色脂肪組織上的胰岛素受体产生去磷酸化级联引起对激素敏感的脂酶失效。以前曾认为，这一过程是由胰腺分泌的胰高血糖素所触发，引起脂肪分解为脂肪酸，脂肪酸进入血管与白蛋白、甘油结合，其中甘油能被自由地输出到血液中去；但实际当前并无证据显示胰高血糖素对白色脂肪組織中的脂肪分解有任何作用。胰高血糖素现被认为只在肝脏中起到触发糖原分解和糖异生的作用。如今，促腎上腺皮質激素(ACTH)、肾上腺素、去甲肾上腺素被认为在白色脂肪組織中触发了这一过程。脂肪酸是肌肉和心脏组织的能量来源之一，而甘油是肝脏进行糖异生的能量来源之一。
白色脂肪組織同样也用于延缓散热、维持体温。
瘦蛋白激素首要由白色脂肪組織中的脂肪细胞产生，而这些细胞也产生其它激素(白脂素)。